# Бирсен
Бирсен (фр. Burcin) насеље је и општина у источној Француској у региону Рона-Алпи, у департману Изер која припада префектури Ла Тур ди Пен.
По подацима из 2011. године у општини је живело 439 становника, а густина насељености је износила 65,62 становника/km². Општина се простире на површини од 6,69 km². Налази се на средњој надморској висини од 512 метара (максималној 734 m, а минималној 453 m).

## Демографија
| 1962. | 1968. | 1975. | 1982. | 1990. | 1999. | 2011. |
| ----- | ----- | ----- | ----- | ----- | ----- | ----- |
| 317   | 334   | 303   | 318   | 401   | 370   | 439   |

График промене броја становника у току последњих година